# Conclavismo
Conclavismo é uma posição teológica do catolicismo tradicionalista. É também o nome dado à reivindicação para eleger um Papa por um grupo agindo ou propondo agir no lugar do Colégio dos Cardeais. Essa reivindicação é, normalmente, associada ao sedevacantismo, que diz que o Papa vigente, é na verdade, um herege, não sendo assim um Papa verdadeiro; como resultado, a "fé remanescente da Igreja Católica" teria o direito de eleger um verdadeiro Papa.
O termo vem da palavra "conclave", usado para a reunião do Colégio de Cardeais para convocados para eleger um Bispo de Roma, quando veem que a sede está vacante.
Um parecido, mas distinto fenômeno é a escolha do Papa com base em supostos fenômenos místicos ou pessoa com revelações sobrenaturais.

## Primórdios
O fenômeno do sedevacantismo se desenvolveu no final da década de 1960 e na década de 1970, os anos que se seguiram ao Concílio Vaticano II. Em meados da década de 1970, em que o pioneiro sedevacantista Padre Joaquín Sáenz y Arriaga, do México, defendeu a realização de uma eleição papal, e alguns outros católicos tradicionalistas discutiram a ideia nos anos seguintes . No entanto, o conclavismo tornou-se um movimento real somente na década de 1990.
David Bawden, no final da década de 1980 promoveu a ideia de uma eleição papal e, depois, enviou mais de 200 cópias de seu livro para os editores de todas as publicações sedevacantistas que ele poderia encontrar e para todos os sacerdotes listados em um diretório de tradicionalistas. Ele foi eleito por um grupo de seis pessoas que incluiu ele mesmo e seus pais, e tomou o nome de "Papa Michael".